# Список війн IX століття
|  | Службовий список статей, створений для координації робіт з розвитку теми. Це попередження не встановлюється на інформаційні списки і глосарії. |

Нижче наведений список війн, що йшли (або почалися/закінчилися) в IX столітті.

## 800—809
- Саксонські війни (772—804)
- Болгаро-візантійська війна (807—815)
- Битва при Струме
- Осада Сердики (809)

## 810—819
- Битва при Вирбиському проході (811)
- Битва при Версінікії (813)
- Осада Адріанополя (813)
- Осада Константинополя (813)
- Битва при Буртодизосе
- Болгаро-византийский договір (815)

## 820—829
- Повстання Фоми Слов'янина (821—823)

## 830—839
- Похід на Пафлогонію (830-ті)
- Угорські вторгнення в Європу (839—973)

## 860—869
- Похід на Царгород (860)
- Походи Русі на Візантію (860—1043)
- Велика варварська армія (865—878)
- Русько-печенізькі війни (867—1036)

## 890—899
- Битва при Булгарофигоні (896)
- Облога Києва (898)